# Torricelliaceae
Toricelliaceae es el nombre de una familia de angiospermas perteneciente al orden de las Apiales.
Comprende tres géneros: 
- Aralidium,
- Melanophylla
- Torricellia.

## Sinonimia
- Aralidiaceae, Melanophyllaceae, Torricelliaceae